# William Lockwood
William Lockwood, född den 13 maj 1988 i Fitzroy i Victoria Australien, är en australisk roddare.
Han tog OS-silver i fyra utan styrman i samband med de olympiska roddtävlingarna 2012 i London.
Vid de olympiska roddtävlingarna 2016 i Rio de Janeiro tog han silver i fyra utan styrman.